# Спорт
Спортът включва всички форми на конкурентна физическа активност и игри, които посредством случайно или организирано участие имат за цел да използват, поддържат и подобряват физическите способности и умения на човека, като същевременно осигуряват наслада на участниците както и развлечения за зрителите. Обикновено състезанието или спортната игра е между две страни, като всеки опитва да надвие другия.
Хората може да спортуват заради състезанието само по себе си, заради удоволствието, за да се усъвършенстват, за да развият умения, или някаква смесица от посочените фактори. Само някои определени спортове се занимават с умствена, вместо с физическа дейност. Това са игрите на дъска или игрите на карти.
Различните цели са отличителен белег на спорта, както и индивидуалните (или отборни) умения или сила. Следователно прескачането на препятствия пред хиляди хора в закрита зала е спорт, но прескачането на локви по време на излет в планината е просто опит за запазване на обувките сухи.
Спортът е общопризнат като система от дейности, които се основават на физически атлетизъм или физическа сръчност, като най-големите състезания като Олимпийските игри допускат само спорт, отговарящ на тази дефиниция и други организации като Съвета на Европа, използвайки определения, дейности без физически елемент от класифицирането като спорт. Обаче редица конкурентни, но не физически дейности изискват признание като интелектуални спортни дисциплини. Международният олимпийски комитет (чрез АМСФ) разпознава както шаха и бриджа като добросъвестен спорт, а спортната асоциация SportAccord признава пет нефизически спорта: бридж, шах, дарц, Го и Сянци като ограничава броя на съзнателните игри, които могат да бъдат допуснати като спортове.
Спортът обикновено се управлява от набор от правила и критерии, които служат за гарантиране на лоялна конкуренция и позволяват справедливо решение относно кой ще е победителя. Победата се определя от физически събития, като например отбелязване на голове или първота преминаване на финиш линията. Тя зависи и от съдии, които оценяват елементите на спортното изпълнение с обективни критерии като техническо изпълнение или художествено впечатление.
Записите за състезанията се съхраняват, а за по-популярните спортове тази информация е широко обявена или съобщена в спортните новини. Спортът също е основен източник на забавления за не-участници, като привлича голям брой посетители към местата за спорт и достига до широка аудитория от зрители чрез спортните предавания. Спортните залагания в някои случаи са строго регламентирани и в някои случаи са от основно значение за спорта.
Според консултанта A.T. Kearney, световната спортна индустрия е на стойност от 620 милиарда долара през 2013 г. Най-достъпният и практикуван спорт в света е бягането, а футбола е най-популярният спортен спектакъл
Други широко известни спортове в света са крикет, баскетбол, волейбол, хокей, тенис, гимнастика, лека атлетика.

## Етимология
Думата спорт води началото си от френското desport, което означава буквално „свободно време“. Френската дума за спорт се основава на персийската дума bord, което означава „победа“. Китайският еквивалент за спорт (体育) означава „физическа подготовка“. Модерният гръцки термин за спорт е Αθλητισμός (athlitismos), означаващо „атлетизъм“. Най-старото определение на спорт в английския език от 1300 г. гласи „всичко, което хората намират за забавно или развлекателно“.
На български език, както и на някои други езици, например американски английски, се използва множествено число – спортове, за да се изрази този общ вид развлекателна дейност, но на други езици или местни диалекти се използва само единственото число спорт.
Други значения включват хазарт и събития, провеждани за целите на хазарта, лов и игри.

## Определение
Не съществува ясно определение на спорта, което ясно да го отделя от други видове развлекателна дейност макар че много пъти са правени опити за дефиниране на границите на понятието. Сайтът на международната конвенция „SportAccord“, която обединява повече от сто международни спортни федерации, предлага определение на спорта, което включва следните критерии: състезателен елемент; отсъствието на основни правила на базата на шанс или късмет; избягване на ненужен риск за здравето и безопасността на участниците и зрителите; отказ от нанасяне на умишлена вреда на живи същества и липсата на монопол на единствен производител на необходимото оборудване.
Европейската харта на спорта дава следното определение: спорт е „всяка форма на физическа дейност, която чрез организирано или неорганизирано участие има за цел изразяването или подобряването на физическата и психическата годност, развиването на социални отношения или постигането на спортни резултати на всички нива“.
Друго, по-тясно определение на спорта дава руската „Голяма олимпийска енциклопедия“ от 2006 г., съгласно което в центъра на концепцията за спорт е неговия физически компонент; спортът накратко се определя като „съревнования в различни физически упражнения и техните съчетания, както и системата за организацията и провеждането им.“ Олимпийската енциклопедия придружава краткото описание с по-широко тълкуване, в което освен съревнованията и системите на организацията им включва и подготовката за състезанията (тренировка), специфичните обществени отношения в тази област на човешката дейност и обществено значимите резултати от такава дейност.

## Спортсменство
Спортсменството включва няколко критерия в себе си:
- уважение към съперника, към противника;
- уважение към правилата на игра и решенията на съдията, ако се налага оспорване на даден резултат, то трябва да се прави по правилата според установения ред;
- допингът и всяко друго изкуствено стимулиране на организма са недопустими и не трябва да се позволява да определят резултатите;
- равни шансове – всички спортисти на старта могат да разчитат на победа;
- самоконтрол на състезателя.

Това са основните принципи на спортсменството и справедливостта в спорта. терминът възниква за първи път при рицарските двубои. В съвременността официално е въведен спортсменски кодекс и клетва на Олимпийските игри в Антверпен през 1920 г.

## История на спорта
Изобилстват примери в откритите пещерни скални рисунки, които съдържат изображения на ритуални церемониални сцени. Въпреки факта, че действията, изобразени върху тези рисунки не се вписват еднозначно в съвременното разбиране за спорт, все пак може да се отбележи, че дори в древността е имало занятия, които наподобяват и могат да бъдат считани за спортна дейност. Такива изображения в пещери са открити във Франция, Африка и Австралия и повечето от тях са на около 30 000 – 40 000 години.
Съществуват обекти и предмети, които показват, че в Китай също е имало активности, които могат да се впишат в представите на настоящото определение за спорт и които датират от преди 4000 г. пр.н.е. Очевидно е, че гимнастиката е популярен спорт в древен Китай. Изображения и обекти в гробниците на египетските фараони също показват, че различни видове спортни дейности са практикувани преди хиляди години и в древен Египет, като сред тях са плуване и риболов. От територията на древна Персия водят своя произход спортни състезания като днешното поло и състезанията с копия на коне.
В древна Гърция вече има голямо разнообразие от спортове. Най-развитите и популярни сред тях са различни видове борба, бягане, хвърляне на диск и състезания с колесница. Съдейки по практикуваните спортове, военното дело и изкуството на войната са пряко свързани със спорта в древна Гърция (а и на други места по света по това време). Също така в Гърция на всеки четири години започват да се провеждат Олимпийските игри, в малко село в Пелопонес, наречено Олимпия. Днес тази традиция е възродена със съвременните Олимпийски игри.
Историята на спорта може да се проследи от Древна Гърция до наши дни. С течение на времето, спортът става все по-организиран и регламентиран. Появяват се и нови видове и подвидове на спорта, правилата се рафинират, в спорта се развиват традиции и се появяват нови поддръжници и почитатели.

### Спорт в Новото време
Славната революция в Англия в края на 18 век отменя всички наложени през вековете забрани за игри и съревнования, давайки тласък за разцвета им. По това време, в буржоазна Англия се оформя традицията на така наречените „спортуващи джентълмени“: млади хора от заможни семейства, които не толкова се занимават със спорт сами, а участват в залагания на конни надбягвания и състезания по бягане и бокс, спонсорират развитието на тези спортове и непряко влияят върху формирането на стабилни, общи за цялата страна, правила. Самите джентълмени предпочитат да играят крикет, който не изисква големи физически усилия и не представлява опасност за здравето. Индустриалната революция и масовото производство водят до нарастване на броя на хората, практикуващи поне един спорт през свободното си време; повече хора имат способността и готовността да играят определен спорт през част от живота си, или да спортуват за удоволствие, пряко или чрез посвещаване на свободното си време за наблюдение на спорта. През 1722 г. в Англия е публикувано първото ръководство по фигурно пързаляне, а през 1742 г. е основано първото в света спортно общество по фигурно пързаляне – Единбургския кънки клуб. Английският подход към спорта се разпространява в континентална Европа и в задокеонските колонии и започва да доминира в западния свят; под влиянието на „спортните джентълмени“ състезателният елемент прониква и в националните видове спорт, особено в бързото пързаляне с кънки в Холандия.
Важен принос за развитието на физическата култура (както за своето време, така и през следващите векове) прави немския лекар и филантроп Йохан Гутсмутс. Той не само пише учебни помагала за гимнастика и плуване, труд за популяризиране на спортните игри, но и измисля все още използвани уреди за упражнения, включително модернизираните по-късно кон и висилка, както и овчарския скок. Гимнастиката се развива активно по време на 19 век в много европейски страни, където ѝ отдават водещо място в условията на ръста на националното самосъзнание и необходимостта от масово военно обучение. Гимнастически училища се появяват във Франция, Дания, германските държави, Швейцария, Чехия (тогава част от Австрийската империя) и Швеция. Шведският учител Ялмар Линг, син на терапевта Пер Линг, разработва редица използвани и до днес гимнастически уреди – пейка със седалка (по-нататъшното развитие на уреда е гимнастическия кон), греда, шведска стена, трамплинът за скок. В Русия, в началото на 20 век, особено популярни са чешката, шведската и немската гимнастически школи, както и собствена система за физическо възпитание, разработена от Пьотр Лесгафт.
До края на 19 век като цяло се формират правила на популярните спортни игри. В Англия популярни спортове стават футбола, развиват се крикета и крокета, събират се почитатели на донесените от колониите поло, бадминтон, тенис на маса, лакрос. В САЩ популярност придобива бейзбола, развит от английска народна игра с бата. Във Франция особено популярни са лекоатлетическите състезания, през 80-те години на века е построена ледена пързалка за кънки с изкуствен лед. В различни страни се заражда традицията на колоезденето, а след това и на автомобилните състезания. Голяма роля в популяризирането на спорта и физическата култура играе международната Асоциация на младите християни (YMCA). Под нейната егида се развива институцията на спортното треньорство, построени са спортни съоръжения. Дейността на асоциацията довежда до изобретяването на волейбола и баскетбола. В Русия, един от дейците на YMCA основава Дружеството за духовно, морално и физическо развитие на млади хора „Маяк“, съществувало до Октомврийската революция.
Още от средата на 19 век спортът излиза извън националните граници и започва развитието на международното спортно движение. През 1851 г. се провежда първия международен турнир по шахмат, започват опитите за организиране на „световни първенства“ в различни спортове. Често тези състезания се провеждат няколко пъти в годината в различни страни и по различни правила, което става стимул за организацията на международни спортни асоциации (първата от които през 1881 г. е гимнастика на Европейския съюз по гимнастика – от 1897 г. Международна федерация по гимнастика) и уеднаквяване на правилата.
Също така в средата на 19 век започват опити за възраждане на древните Олимпийски игри. Първите „Олимпийски игри“ в ново време се провеждат през 1836 г. в курортния град Рамлоса (Швеция) – те са организирани за жителите на съседните села от студента Лин Пер Густав Шаратау. Две години по-късно е направен опит за съживяване на Олимпийските игри вече в получилата независимост Гърция, но игрите в селото в близост до историческата Олимпия не осъществяват. През 1859 г. игри се провеждат вече в Атина, в голям мащаб под патронажа на крал Отон I и включват състезания в няколко спортни дисциплини на възстановен античен стадион, както и сътезания по изкуство в специално построения за целта, „Запейон“ (на името на организацията на Евангелис Запас, направила дарение). Тези игри все още не са международни в пълния смисъл на думата – в тях участват само етнически гърци от различни страни. Последващи игри с такъв формат се провеждат още три пъти – през 1870, 1875 и 1888 – 1889 г.
Истинското възраждане на модерните Олимпийски игри е свързано с ентусиаста на физическото възпитание Пиер дьо Кубертен.
Понякога фанатичните почитатели на спорта в България се наричат запалянковци. Тези тенденции са още доразвити с появата на средствата за масово осведомяване и глобалните комуникации. Съществуват спортове за професионалисти и за аматьори. При превръщането на спорта в професия, още повече се увеличава популярността му. Често активни състезатели след като се откажат от професионална кариера, стават треньори.

## Професионален спорт
Макар че първоначално спортните състезания имат любителски характер и участниците на Олимпийските игри през останалата част от времето си са заети с трудова и друга дейност, още в древността, като се започне от 5 век пр.н.е., се образува прослойка от професионални спортисти. Системата на местните съревнования, егоните – със значителни награди, позволяват на представителите на по-ниските класи, занимаващи се с професионален спорт, да си осигуряват добро съществувание. Особено разпространение професионалният спорт получава отначало в епохата наелинистична Гърция, а после и в Древния Рим, като резултат от изменението на концепцията за физическо възпитание: от подготовка на войници за масовото опълчение, спортът се превръща в зрелище и целенасочено, като любим вид изкуство, с него се занимават малцина. Създаденото през 1 век пр.н.е. произведение на Аполоний, син на Нестор „Юмручен боец“ – образ на професионалния атлет, показва колко далеч по това време е отишла концепцията на спорта от първоначалната си идея. Скулптурният портрет вместо хармонично сложената фигура на човека-гражданин, характерен за класическата гръцка школа, предава с натуралистични детайли хипертрофирана мускулатура на професионалния боец със счупен нос, разкъсани уши и белези, както и „екипировката“ – ръкавици с метални пласнини на ръцете.
След упадъка на спорта като цяло през Средновековието и възраждането му в по-ново време, ново развитие получава и професионалния спорт. Например, от общия брой любители на юмручния бой в Англия, през 18 век се отделят най-добрите майстори, които поставят забавлението на финансова основа. Първата боксова школа в Англия е открита през първата половина на 18 век от най-добрия боксьор от тежка категория тогава, Джеймс Фиг, който дава платени уроци по юмручен бой. В средата на същия век вече започват и първите по-сериозни опити за определянето на правила в бокса (от Броутън през 1743 г.).
През 20 век, когато голямо развитие получава културния отдих, спортните състезания и гледането им стават популярно развлечение за зрителите и професионалните спортисти. Професионалните спортисти на високо равнище започват да печелят големи суми пари, както и доходи от реклами на различни продукти, след сато са станали известни личности – понякога само сред феновете на спорта, а понякога и сред останалото население.
За контролиране на това какво се случва в професионалния спорт, започват да се сформират общи и високо специализирани организации и сдружения, които обединяват спортисти, треньори и съдии, а понякога и запалянковци.
Фактът, че спортът се превръща в бизнес и източник на богатство, до голяма степен се отразява на същността на състезанията. С оглед на изискванията за зрелищност или удобство, спортните правила често се променят. Например, през 60-те години на 20 век отначало Американската баскетболна лига, а после и Американската баскетболна асоциация, въвеждането хвърлянето за три точки, с цел съживяване на играта и увеличаване на интереса от публиката, които по-късно стават част от правилата на баскетбола по целия свят. От 1970 г. на професионалните тенис турнири, с цел да се намали времето на тенис мача, правилото изискващо разлика от два гейма за спечелванета на сет, се променя в т.нар. тайбрек – решаващ гейм, разиграван при равен резултат 6:6 в сета. В края на 20 век, във волейбола, където дотогава е възможно спечелването на точка само след свой сервиз, с цел увеличение на зрелищността е въведена системата „рали-пойнт“, при която всяка разиграна топка носи точка – отначало в решаващия, пети сет, а от 1998 г. и в останалите сетове на мача.

## Колективни и индивидуални спортове
Колективни спортове са само тези, в които има отбор от точно определен брой състезатели и нямат други вариации – например ръгби (15), футбол (11), волейбол (6), хокей на лед (6), баскетбол (5), кърлинг (4), стрийтбол (3), плажен волейбол (2).
Всички останали, дори да имат отборни състезания или дисциплини с двойки, четворки и прочее, са индивидуални – такива са например кану-каяка и академичното гребане, които имат от единични до осморки. Четворка акробати не са „отбор“, защото в акробатиката има и други формации; тенисът си остава индивидуален спорт дори в отборни състезания като Купа „Дейвис“, защото резултатът в нея се решава от индивидуални мачове (същото е положението и в тениса на маса и бадминтона).

## Зимни и летни спортове
Зимен спорт е спорт, който се провежда на сняг или лед. Основните видове зимен спорт влизат в програмата на Зимните олимпийски игри. Тези спортове изискват както специални съоръжения, така и специална екипировка. Примери за такива спортове са ски, сноуборд, спортни шейни, фигурно пързаляне, кърлинг и други. Някои от тях се провеждат на открито, докато други се провеждат на закрито, в зала.
Летните спортове се провеждат през лятото и са много по-разнообразни. Те може да се практикуват както на земя, така и във вода. За целта също са необходими специфични съоръжения и екипировка. Така например за лекоатлетически състезания се използват стадиони, а за плуване – олимпийски размер плувни басейни. Те също могат да се играят на открито или закрито. Влизат в програмата на летните олимпийски игри.

## Пол и възможности за спорт
Възможностите за момичета и жени да практикуват организирани спортове в Америка се увеличава значително след 1972 г. след приемане на определени регулации (Title IX). Броят на жените участнички в състезания продължава да расте. Въпреки това техният брой все още е само 39 %. В други страни обаче има по-добър баланс между мъжкото и женското присъствие в спорта.
Като най-разностранните спортисти при жените за всички времена в книгата за рекордите на Гинес са записани Бейб Захариас и Лоти Дод.

## Научно доказани ползи от спорта
Независимо дали се тренира самостоятелно, в отбор или се използват услугите на треньор, спортът има много ползи за здравето, както физически, така и психически.
1. Доказано е, че спортът подобрява настроението и намалява чувството на тревожност и стрес. Спорът оказва позитивно влияние в частите на мозъка, които регулират стреса и тревожността. Той повишава чувствителността на мозъка към хормоните серотонин и норепинефрин, които облекчават чувството на депресия. Освен това физическите упражнения увеличават производството на ендорфини, за които е известно, че допринасят за положителни чувства и намаляват усещането за болка.
2. Спортът може да помогне със загуба на тегло: проучванията показват, че липсата на физическа активност често води до покачване на телесната маса. Тялото харчи енергия по три начина: докато усвоява храна, за поддържане на телесните фунцкии (напр. дишане) и чрез физическо натоварване. Когато се спортува, се изразходват калории, което помага да се свали тегло, ако тялото има калориен дефицит.
3. Спортът е полезен за мускулите и костите: спортът играе жизненоважна роля в изграждането и поддържането на силни мускули и кости. Физическата активност (като вдигане на тежести) стимулира изграждането на мускули, особено когато се комбинира с адекватен прием на протеини. Упражненията подпомагат освобождаването на хормони, които стимулират способността на мускулите да абсорбират аминокиселини. Това им помага да растат.
4. Спортът помага за мозъчното здраве и памет: спортът може да подобри мозъчната функция и да защити паметта и уменията за мислене. Физическите упражнения увеличават сърдечната честота, което насърчава притока на кръв и кислород към мозъка. Спортът също стимулира производството на хормони, които подпомагат развитието на нервни клетки.
5. Спортът подпомага релаксацията и съня: спортът може да ви помогне да разпуснете по-лесно и да подобри качеството на съня. По отношение на качеството на съня, изразходването на енергия по време на тренировка стимулира възстановителните процеси по време на сън. Освен това се предполага, че повишаването на телесната температура, което се проявява по време на тренировка, подобрява качеството на съня докато се нормализира през нощта.